# 普雷里鎮區 (北達科他州拉穆爾縣)
普雷里鎮區（英語：Prairie Township）是位於美國北達科他州拉穆爾縣的一個鎮區。

## 地方資料
普雷里鎮區的面積為93.59平方千米，當中陸地面積為93.55平方千米，而水域面積為0.04平方千米。根據2020年美國人口普查的數據，當地共有人口50人，而人口密度為每平方千米0.53人。